# Здание тильзитского почтамта
Здание тильзитского почтамта — историческое здание в Советске, на пешеходной улице Победы, в котором располагается отделение Почты России. Объект входит в число основных памятников архитектуры Тильзита. Здание почтамта Тильзита было построено в 1835 году по проекту знаменитого архитектора Карла Шинкеля.

## История
Почтовое отделение Тильзита, основанное в 1699 году, подчинялось Королевской почте в Берлине. В 1832 году почтовое управление приобрело земельный участок на Хоэштрассе (сейчас улица Победы) со старыми домами. После их сноса в 1835 году и возвели здание почты. А первый дом на этом месте был построен в 1549 году. С 1884 года почта являлась кайзеровским почтамтом, с 1924 — правительственным почтовым управлением.

## Архитектура
Во внешнем облике здания присутствуют рациональность, ясная геометрическая основа, характерные для неоклассицизма. Рустовка украшала главный фасад с 1835 года, придавая ему не только декоративность, но и пластичность. Летом 2010 года в процессе косметического ремонта она была уничтожена. В вестибюле почты привлекает внимание световой колодец, в шахту которого смотрят окна. В нижнем и верхнем ярусах шахта застеклена. Интересны и деревянные резные панели на входе в вестибюль, демонстрирующие разнообразные элементы античного декора — полуколонны и пилястры, консоли и овы. На двух симметричных полуколоннах изображены почтовые рожки.

## Концерты
15 марта 1842 года в здании почты давал концерт выдающийся композитор и пианист Ференц Лист. Он ехал на первые гастроли в Россию. Лист играл на инструменте, собранном на тильзитской фабрике по производству фортепиано, основанной в 1838 году Ф. Кирхбергом.